# European Tour 2012/2013 – Turniej 4
European Tour 2012/2013 – Turniej 4 − jedenasty turniej snookerowy wchodzący w skład cyklu Players Tour Championship w sezonie 2012/2013. Turniej ten rozegrany został w dniach 15-18 listopada 2012 w Princess Hotel Sofia w mieście Sofia w Bułgarii.
W finale turnieju zwyciężył Judd Trump, który pokonał Johna Higginsa 4−0.

## Nagrody i punkty rankingowe
Ta sekcja zostanie uzupełniona w najbliższym czasie

## Drabinka turniejowa
Ta sekcja zostanie uzupełniona w najbliższym czasie

## Finał
Ta sekcja zostanie uzupełniona w najbliższym czasie

## Breaki stupunktowe turnieju
Ta sekcja zostanie uzupełniona w najbliższym czasie